# Kajkubad I
Kajkubad I (pers. عز الدين كيكاوس پور كيخسرو; tur.  I. Alâeddin Keykûbad)  (zm. 1237) – sułtan seldżuckiego Sułtanatu Rum, syn Kaj Chusraua I. Panował w latach 1220–1237.
Na początku panowania pokonał rywali zajmując Konyę. Wkrótce po tym zajął nadmorską twierdzę Kalonoros i nazwał ją Ala'ijja (obecnie Alanya) rozbudowując ją w główny port sułtanatu. Poprzez sojusze i małżeństwa rozszerzył sułtanat o miasta Kahta (1222), Erzindżan (1230) i Erzurum (1230). Podczas jego panowania umocniła się pozycja sułtanatu na wybrzeżach mórz Czarnego i Śródziemnego co ustabilizowało stosunki handlowe z miastami włoskimi. Dzięki tej stabilizacji powstało wiele pomnikow architektury i sztuki ugruntowując miejsce Seldżuków w historii cywilizacji islamskiej.